# أمازيغية الأطلس المتوسط الشرقي
أَمَازِيغِيَّةُ الأَطْلَسِ المُتَوَسِّطِ الشَّرْقِيِّ هي مجموعة لهجات أمازيغية يُتَحَدَّثُ بها في شمال شرق وأقصى شرق جبال الأطلس المتوسط، في المغرب. وهي لهجات قبائل آيت سغروشن، آيت وراين، ومرموشة، وبني علاهم، وبني أيوب، وبني مرغي. يبلغ مجموع ناطقيها ما بين 600,000 و 850,000 نسمة. حسب احصاء 2024
بالرغم من كون هذه اللهجات تحقق وضوحا لسنيا مع لهجات أمازيغية الأطلس المتوسط المجاورة، والتي تُصَنَّفُ في الغالب ضمنها، إلا أنها تنتمي في الواقع إلى اللغات الزناتية، وتعتبر بامتياز وسيطةً بينها وبين لغات الأطلس، وخاصة أمازيغية الأطلس المتوسط السابق ذكرها.
تعد السغروشنية والوراينية الأكثر دراسة من بين هذه اللهجات، في حين كانتا لهجتا مرموشة وبني علاهم موضوع دراسات قليلة، ولم تشمل أي دراسة اللهجتين المتبقيتين.